# Liste der Flüsse in den Niederlanden
Diese Seite dokumentiert die Flüsse der Niederlande. Die Aufstellung erhebt keinen Anspruch auf Vollständigkeit.
Die drei großen Ströme in den Niederlanden sind Rhein, Maas und Schelde.

## Einzugsgebiet derMaas
- Dieze
  - Aa
    - Kleine Aa

  - Dommel
- Schwalm
- Göhl
  - Senserbach
- Jeker
- Rur
  - Kitschbach
  - Rothenbach
  - Schaagbach
  - Wurm (Rur)
- Maasnielderbeek
- Niers
- Geleenbeek
  - Vloedgraaf
    - Rodebach (Maas)

## Einzugsgebiet desIJsselmeers
- IJssel
  - Berkel
  - Oude IJssel
    - Bocholter Aa

  - Issel
    - Schlinge

  - Schipbeek
- Zwarte Water
  - Vechte
    - Dinkel
      - Glanerbeek
      - Goorbach
      - Rammelbecke

    - Grenzaa
    - Regge
      - Itter

Einige Flüsse aus der alphabetischen Liste sind nicht in der Systematik erfasst, da sie Verbindungsflüsse darstellen.

## Alphabetisch
Hier sind alle Flüsse enthalten, auch < 50 Kilometer

### A
Aa (Dieze), Aa of Weerijs, Amer, Amstel

### B
Beeckbach, Bergsche Maas, Berkel, Bocholter Aa

### D
Dieze, Dinkel, Dokkumer Ee, Dommel, Donge, Dordtsche Kil

### E
Eem

### G
Gantel, Glanerbeek, Göhl, Goorbach, Gouwe, Grenzaa

### H
Haringvliet, Hollands Diep, Hollandse IJssel, Hunze

### I
IJssel, Issel, Itter

### J
Jeker

### K
Kitschbach, Kleine Aa (Aa), Kromme Rijn

### L
Lauwers, Lek, Linge

### M
Maas, Maasnielderbeek, Mark

### N
Nederrijn, Niers, Nieuwe Merwede, Noord, Noord-Willemskanaal

### O
Oude Maas, Oude Rijn

### P
Potmarge

### R
Rammelbecke, Regge, Reitdiep, Rhein, Rodebach (Maas), Rothenbach (Rur), Rotte, Ruiten Aa, Rur

### S
Schaagbach, Schelde, Schie, Schipbeek, Schlinge, Schwalm (Maas), Senserbach, Spaarne, Spui

### U
Utrechtse Vecht

### V
Vechte

### W
Waal, Westerwolder Aa, Wurm (Rur)

### Z
Zaan, Zijl, Zwarte Water, Zwin